# آدم ديفيز
آدم ديفيز (بالإنجليزية: Adam Davies)‏ (27 مارس 1987 بيتربرة المملكة المتحدة - ) هو لاعب كرة قدم بريطاني.

## روابط خارجية
- آدم ديفيز على موقع قاعدة بيانات كرة القدم.إي يو (الإنجليزية)
- آدم ديفيز على موقع Soccerbase.com (لاعب) (الإنجليزية)